# Georg Germann
Pour les articles homonymes, voir Germann.
Georg Germann, né le 5 janvier 1935 à Bâle et mort le 11 septembre 2016 à Berne, est un historien suisse de l’architecture.

## Biographie
Originaire de Frauenfeld, fils d’Oscar Adolf Germann (de) professeur de droit pénal à l’université de Bâle et d’Elisabeth, fille de Carl Martin, avocat, il épouse en 1976 Katharina Christen, dont il a les jumeaux Barbara et Jakob (nés en 1979).
G. Germann étudie l'histoire de l'art à l'université de Bâle avec Joseph Gantner, Emil Maurer et Hans Reinhardt, puis en 1956-1957 à la Sorbonne avec André Chastel et Elie Lambert, en 1958-1959 à l’Università dello Stato à Rome, avec Carlo Cecchelli et Mario Salmi. Sa thèse de doctorat consacrée à l’architecture protestante en Suisse, soutenue à Bâle en 1962 et publiée l’année suivante à Zurich, obtient un écho considérable. G. Germann se tourne alors vers l’inventaire scientifique du patrimoine bâti, publiant en 1967 un volume de la série des Monuments d'art et d'histoire de la Suisse, consacré au district de Muri, dans le canton d'Argovie.
De 1969 à 1971, une bourse de trois ans lui permet de séjourner quelques mois à Londres et d’étudier, en architecture, l’histoire et la théorie de la « Renaissance médiévale » (Gothic Revival). Il y consacre sa thèse d’habilitation, parue en 1972 d’abord en anglais, puis en allemand en 1974.
En 1972, il lance, avec le soutien de la Société d'histoire de l'art en Suisse et du Fonds national suisse de la recherche scientifique, l’Inventaire suisse d'architecture 1850-1920 (11 volumes, 1984-2004). 
G. Germann entre en 1978 à l’Institut suisse pour l’étude de l’art (SIK-ISEA), à Zurich ; il en dirige les publications de 1980 à 1983. Dès 1983, il accède également à la présidence de la commission cantonale des Monuments historiques du canton de Zurich.
Puis, entre 1984 et 1996, il occupe le poste de directeur du Musée d'histoire de Berne. Sous son égide, les quatre sections de cette institution (histoire, archéologie, ethnologie, numismatique) organisent de nombreuses expositions et catalogues raisonnés prestigieux.
Parallèlement à ces diverses activités, G. Germann enseigne à l’université et à l’École polytechnique fédérale de Zurich, aux universités de Bâle, Berne, Genève, Lausanne et Neuchâtel, ainsi que, de 1997 à 2009, à la Haute école spécialisée bernoise (Département Architecture, bois et génie civil) à Berthoud, où il est cofondateur et enseignant d’un MAS (Master of Advanced Studies) sous l’enseigne « Conservation monumentale et réhabilitation ».
Les intérêts très larges de ce polyglotte vont, entre autres, à l’exégèse du vocabulaire architectural, à la théorie de l’architecture, aux traités et aux techniques de construction, à l’histoire et à l’éthique de la conservation monumentale. On trouvera la liste de ses travaux (jusqu’en 2009) dans Aux origines du patrimoine bâti (voir ci-dessous).

## Publications

### Principaux ouvrages
- Der protestantische Kirchenbau in der Schweiz. Von der Reformation bis zur Romantik, Zurich 1963.
- Die Kunstdenkmäler des Kantons Aargau V. Der Bezirk Muri (Les Monuments d'art et d'histoire de la Suisse, volume 55), Bâle 1967.
- Gothic Revival in Europe and Britain. Sources, Influences and Ideas, Londres 1972.
- Neugotik, Geschichte ihrer Architekturtheorie, Stuttgart 1974.
- Vitruve et le Vitruvianisme. Introduction à l’histoire de la théorie architecturale (1e édition PPUR 1991, puis nouvelle traduction par Jacques Gubler, Lausanne 2016.
- Aux origines du patrimoine bâti, Gollion 2009.
- Das Multitalent Philipp Gosset 1838-1911. Alpinist, Gletscherforscher, Ingenieur, Landschaftsgärtner, Topograf, Baden 2014.

### Collaborations et travaux récents
- Avec Josef Ploder: Heinrich von Geymüller (1839-1909), Architekturforscher und Architekturzeichner (Zur Ausstellung in der Universitätsbibliothek Basel 5. Sept. bis 14. Nov. 2009 und in der Universitätsbibliothek Graz, 3. Dez. 2009 bis 12 Feb. 2010), Basel 2009.
- Avec Dieter Schnell: Ethik der Denkmalpflege (MAS Denkmalpflege und Umnutzung. Grundkurs Ethik), Burgdorf 2012.
- « Louis Avril über Kirchenbau und Denkmalpflege, 1774 », "Now the capitals that were on top of the pillars in the vestibule were of lily-work" - Essays in Honour of Istvan Bibó, Budapest 2011, pp. 75-81.
- « Viollet-le-Duc und die oberen Strebebogen gotischer Kathedralen », Bautechnik des Historismus. Von den Theorien über gotische Konstruktionen bis zu den Baustellen des 19. Jahrhunderts / Construction Techniques in the Age of Historicism. From Theories on Gothic Structures to Building Sites in the 19th Century, Munich 2012, pp. 130-143.
- Was Architekten lasen und kopierten. Schweizer Architektenbibliotheken des 16. bis 19 Jahrhunderts (publication électronique, www.bauforschungonline.ch). Berne 2012.
- Franz Beer (1660-1727), architecte et entrepreneur (Actes 2015 de la Société jurassienne d'émulation), Porrentruy 2015, pp. 197-211.

## Sources
- Rapports annuels SIK-ISEA (Schweizerisches Institut für Kunstwissenschaft – Institut Suisse pour l’Étude de l’Art, Zurich et Lausanne).
- Rapports annuels du Musée d’histoire de Berne.